# Shlomo Mintz
(Milwaukee Sentinel)
Shlomo Mintz (Mosca, 30 ottobre 1957) è un violinista e direttore d'orchestra israeliano.
Considerato uno dei maggiori violinisti del nostro tempo, si esibisce regolarmente con le orchestre ed i direttori più importanti della scena internazionale. Tiene inoltre recital e concerti di musica da camera in tutto il mondo.
Shlomo Mintz ha vinto numerosi premi di prestigio, come il Premio Accademia Musicale Chigiana di Siena, il Diapason d'Or, Grand Prix du Disque, Gramophone Award ed Edison Awards.
Nel 2006 gli è stato conferito il titolo di dottore honoris causa dell'Università Ben Gurion del Neghev, Israele.

## Biografia
Nato a Mosca nel 1957, è emigrato in Israele con la famiglia due anni dopo, dove ha iniziato a studiare con Ilona Feher. All'età di undici anni ha debuttato con l'Orchestra filarmonica d'Israele, e a quindici è stato invitato da Zubin Mehta ad eseguire il Primo Concerto per Violino di Paganini per sostituire Itzhak Perlman.
A sedici anni ha debuttato alla Carnegie Hall con la Pittsburgh Symphony Orchestra, invitato da Isaac Stern e l'American Israel Cultural Foundation. In seguito ha iniziato a studiare con Dorothy DeLay alla Juilliard School di New York.
Dall'età di diciotto anni Shlomo Mintz ha intrapreso anche la carriera di direttore d'orchestra, dirigendo importanti orchestre di tutto il mondo, come la Royal Philharmonic Orchestra, Gran Bretagna, la NHK Symphony Orchestra, Giappone, e l'Orchestra filarmonica d'Israele.
È stato Direttore Musicale della Israel Chamber Orchestra dal 1989 al 1993. Nel marzo del 1994 è stato nominato direttore artistico e direttore ospite principale della Maastricht Symphony Orchestra, Paesi Bassi, che ha diretto per 4 stagioni, esibendosi contemporaneamente come direttore e solista.
Shlomo Mintz è patrono e uno dei fondatori del Keshet Eilon International Violin Mastercourse in Israele, un programma estivo di livello avanzato per giovani violinisti di talento che da tutto il mondo convergono a Kibbutz Eilon. Tiene masterclasses in tutto il mondo.
Shlomo Mintz è stato membro di importanti concorsi internazionali di violino, come il Concorso internazionale Čajkovskij di Mosca (1993), Queen Elisabeth International Music Competition di Bruxelles (1993 e 2001).
Nell'ottobre 2001 è stato presidente di giuria alla International Henryk Wieniawski Competition di Poznań (Polonia).
Fin dal 2002 Shlomo Mintz è direttore artistico del Sion Valais International Music Festival e presidente di giuria al Sion Valais International Violin Competition in Svizzera. Insieme a Nicole Coppey, ha creato una Giuria costituita da bambini dai 6 ai 16 anni, al fine di svilupparne la formazione.

## Discografia
- Bach Sonatas & Partitas for Solo Violin BWV 1001 – 1006, Deutsche Grammophon
- Bartók 2 Portraits, Deutsche Grammophon
- Bartók Violin Concerto No. 1, RN
- Beethoven Violin Concerto, Beethoven Romance No. 1, Beethoven Romance No. 2, Deutsche Grammophon
- Brahms Complete Violin & Viola Sonatas, Avie Records and Magnatune
- Brahms Violin Concerto, Deutsche Grammophon
- Bruch Violin Concerto, Deutsche Grammophon (first recording together with Mendelssohn Violin Concerto)
- Debussy Violin Sonata in G, Ravel Violin Sonata in G, Franck Violin Sonata in A, Deutsche Grammophon
- Dvorak Violin Concerto, Deutsche Grammophon
- Fauré Violin Sonata No. 1 op. 13, Fauré Violin Sonata No. 2 op. 108, Deutsche Grammophon
- Israel Philharmonic 60th Anniversary Gala Concert, RCA Victor
- Kreisler Various Compositions, Deutsche Grammophon
- Lalo Symphonie Espagnole, Vieuxtemps Concerto No. 5, Saint-Saëns ‘Introduction et Rondo capricioso', Deutsche Grammophon
- Mendelssohn Violin Concerto, Deutsche Grammophon (first recording, together with Bruch Violin Concerto)
- Mendelssohn Violin Sonata in F Minor, Mendelssohn Violin Sonata in F Major, Deutsche Grammophon
- Mozart Sinfonia Concertante for Violin and Viola KV 364, RCA Victor
- Mozart The Five Violin Concertos, Sinfonia Concertante, Concertone, Avie Records (also on Magnatune)
- Paganini 24 Caprices for Solo Violin op. 1, Deutsche Grammophon
- Prokofiev Violin Concertos No. 1 & 2, Deutsche Grammophon
- Prokofiev Violin Sonata No. 1 op. 80, Prokofiev Violin Sonata No. 2 op. 94, Deutsche Grammophon
- Shostakovitch Violin Sonata op.134, Shostakovitch Viola Sonata op.147, Erato
- Sibelius Violin Concerto, Deutsche Grammophon
- Stravinsky "Histoire du Soldat", Valois
- Vivaldi "The Four Seasons", Deutsche Grammophon
- Vivaldi Complete collection of Violin Concertos (10 Volumes), MusicMasters Classics.
- Mintz - The Art of Shlomo Mintz - L'arte di Shlomo Mintz, Deutsche Grammophon